# أندي ويلكينسون
أندي ويلكينسون (بالإنجليزية: Andy Wilkinson) (مواليد 6 أغسطس 1984 في ستون - إنجلترا) لاعب كرة قدم إنجليزي يلعب حاليا لصالح نادي الدرجة الممتازة ستوك سيتي الإنجليزي منذ 2001 في مركز الظهير الأيسر . .

## روابط خارجية
- أندي ويلكينسون على موقع قاعدة بيانات كرة القدم.إي يو (الإنجليزية)
- أندي ويلكينسون على موقع Soccerbase.com (لاعب) (الإنجليزية)
- أندي ويلكينسون على موقع عالم كرة القدم.نت (الإنجليزية)
- أندي ويلكينسون على موقع كووورة
- أندي ويلكينسون على موقع AS.com (الإسبانية)